# Mikołaj Stanisław Oborski
Mikołaj Stanisław Roch Oborski herbu Pierzchała (ur. 1576 na Mazowszu, zm. 12 października 1646 w Krakowie), jezuita.
W 1602 w Rzymie wstąpił do zakonu jezuitów. Po powrocie do Polski zarządzał kilkoma kolegiami jezuickimi, oraz z polecenia Stolicy Apostolskiej zajmował się zbieraniem w całym kraju informacji o cudach św. Stanisława Kostki.

## Autor
- Aquila grandis Martinus Oborski, Palatinus Podlachiae, Warszawa 1603;
- Relacja albo krótkie opisanie cudów niektórych błogosławionego Stanisława Kostki, Kraków 1603;
- Wypis z procesu kanonizacji św. Stanisława Kostki.